# Claude Buffet
Pour l’article homonyme, voir Buffet.
Claude Gabriel Buffet, né le 19 mai 1933 à Reims dans la Marne et guillotiné le 28 novembre 1972 à Paris 14e, est un ancien légionnaire français, devenu délinquant et criminel récidiviste. Jugé coupable, avec son complice Roger Bontems, dans une affaire de prise d'otages sanglante, il est condamné à mort et guillotiné.

## Biographie

### Jeunesse
Claude Buffet naît le 19 mai 1933 à Reims, dans le département de la Marne.
Issu d'une famille modeste, il est le fils de Lucien Alfred Buffet, peigneur de laine — père violent, buveur et dépensier —, et de Madeleine Lucile Françoise Dubois, embouteilleuse. Le jeune Claude devient un adolescent rebelle et désocialisé. Appelé au 3e RIC, il ne le rejoint pas.
En 1953, Buffet s'engage dans la Légion étrangère, il est alors âgé de 20 ans. Envoyé en Indochine, il quitte son unité le 6 octobre 1954 et reste absent pendant 5 mois et 29 jours.
Le 4 avril 1955, au terme de son absence, Buffet est finalement repris puis placé en détention pour avoir déserté. Il est rapatrié en Algérie pour parfaire ses 5 ans d'engagement et sert notamment au 4e REI au Maroc.
À sa démobilisation, le 4 août 1958, Claude Buffet travaille plus ou moins régulièrement. En 1958, il épouse sa marraine de guerre, Huguette, à qui il va bientôt imposer plusieurs maîtresses.
En 1959, Buffet devient père.

### Premier crime
Claude Buffet se spécialise dans les vols à l'arraché et les agressions à main armée.
En mars 1966, Buffet se met à repérer des jeunes femmes isolées afin de leur voler leur sac à main. Lors de ses passages à l'acte, il utilise le même mode opératoire : il se sert d'un pistolet factice afin d'impressionner ses victimes, puis d'un pistolet réel et armé. Le rythme de ses agressions est régulier, au cours duquel quarante-deux victimes sont agressées, entre mars 1966 et janvier 1967 ; il agit dans quelques cas avec la complicité de sa maîtresse, Marie Ansoine,.
Le 18 janvier 1967, Buffet vole un taxi. Vers 23h, se faisant passer pour un chauffeur, il prend en charge Françoise Bésimensky, une jeune femme de 26 ans élégamment vêtue qui le hèle. Au lieu de suivre la direction demandée, Buffet l'entraîne dans une voie isolée près du bois de Boulogne. Se retournant vers elle, il la menace d'un pistolet et réclame son sac. La jeune femme refuse et hurle. Buffet tire une balle en plein cœur et la victime s'écroule. Afin de détourner les soupçons, il maquille le crime en acte sadique, dénudant le corps de sa victime et enfonçant un poudrier dans son sexe. Sa quarante-troisième agression fait de lui un criminel.
À ce stade de l'enquête, la police pense d'abord que la victime, mannequin mariée à un médecin, a été assassinée par un satyre.
Le 4 février 1967, Buffet tente d'étrangler une fillette à Ris-Orangis. Sa mère pense à une vengeance de Buffet, qui avait tenté de la séduire et qu'elle avait éconduit. Bien que cette tentative de meurtre n'ait pas de rapport commun avec le meurtre de Mme Bésimensky, des détails font douter les enquêteurs qui parviennent rapidement à remonter jusqu'à Buffet.
Le 8 février 1967, Buffet est arrêté au volant d'une Citroën volée, avec sur lui un pistolet de même calibre que celui qui a tué Françoise Bésimensky. Au cours de la garde à vue, il reconnaît spontanément une soixantaine d'agressions en région parisienne, parfois avec sa maîtresse et complice Marie Ansoine ; puis avoue l'homicide mais prétend qu'il s'agit d'un accident. Au terme de sa garde à vue, Buffet est placé en détention provisoire.

### Procès
Le 8 octobre 1970, le procès de Claude Buffet et Marie Ansoine débute devant la cour d'assises de Paris. Durant la semaine du jugement, l'avocat général Dubost ne réclame pas la peine capitale, arguant que Buffet n'est pas destiné à la guillotine et qu'il vaut mieux qu'il expie son crime sa vie durant derrière les barreaux.
Le 15 octobre 1970, le jury condamne Buffet à la réclusion criminelle à perpétuité et sa complice Marie Ansoine à trois ans de prison avec sursis. Mécontent du verdict car il veut être condamné à mort, Buffet quitte le prétoire en vociférant qu'on n'a pas fini d'entendre parler de lui.
Après un passage à la maison d'arrêt de Fleury-Mérogis, il est envoyé à la maison centrale de Clairvaux dans l'Aube. Il partage sa cellule avec un autre condamné, Roger Bontems, qui a déjà à son actif plusieurs tentatives d'évasion.
Bontems entraîne Buffet dans un projet d'évasion ; celui-ci accepte, ayant même l'intention de tuer les futurs otages.

### Prise d'otages à la maison centrale de Clairvaux
Le 21 septembre 1971, à l'heure du petit déjeuner, Claude Buffet et Roger Bontems se plaignent de douleurs abdominales. Ils sont envoyés à l'infirmerie, accompagnés par quatre surveillants. À peine y sont-ils entrés que Buffet repousse un jeune surveillant, qui en entraîne deux autres dans sa chute. Avec Bontems, il s'enferme dans l'infirmerie avec trois otages : le gardien Guy Girardot, 27 ans, l'infirmière Nicole Comte, 35 ans, mère de deux enfants, et un détenu-infirmier finalement relâché.
Les deux otages restants sont tenus sous la menace de couteaux, que Buffet et Bontems ont tiré de leur poche : Bontems a un Opinel acheté à la cantine de la prison, Buffet a acheté, par le biais d'un réseau de détenus, une arme avec une lame longue de 20 centimètres et large de 8 (lame de matelas forgée par un détenu forgeron). Toute la journée, la France suit l'événement via la télévision et la radio.
Le 22 septembre 1971 à 3 h 45 du matin, le ministre de la Justice René Pleven fait donner l'assaut par les forces de l'ordre, qui neutralisent les deux mutins par de puissantes lances à eau. Les deux otages, assassinés pendant l'assaut, gisent sur le sol dans une mare de sang, la gorge tranchée.

### Second procès
Jugés devant la cour d'assises de l'Aube du 26 au 29 juin 1972, Roger Bontems et Claude Buffet sont tous deux condamnés à mort, avec exécution prévue dans l'enceinte de la prison de la Santé à Paris.

L'instruction et le procès ont montré que Bontems n'a tué aucun des otages, mais sa complicité active à la prise d'otages pousse les jurés à le frapper de la même peine que Buffet qui, cette fois-ci, est ravi. Pendant le procès, à plusieurs reprises, il fait d’ailleurs part de son désir de finir guillotiné : 

« Comme vous l'ont dit mes avocats, Maître Thierry Lévy et Maître Crauste, on dit que je vous réclamerai la peine de mort… je vous le confirme, et vous me la donnerez ! Mardi, quand j'ai quitté le palais de justice dans les fourgons, la foule réclamait “À mort fumier !” Si elle savait qu'au fond, ça me rendait service… »

Seul Bontems forme un pourvoi en cassation, lequel est rejeté le 12 octobre 1972. De son côté Buffet, pressé d'en finir, refuse la voie de recours qui s’offre à lui.

### Exécution
Le 16 novembre 1972, les avocats des condamnés, Thierry Lévy et Rémi Crauste pour Buffet, Robert Badinter et Philippe Lemaire pour Bontems, vont plaider devant le président de la République Georges Pompidou la cause de leurs clients et demandent la grâce présidentielle. Même si Georges Pompidou n'a jamais laissé exécuter un condamné à mort depuis son arrivée au palais de l'Élysée en 1969, l'opinion publique est hostile à cette grâce et l'attitude de Buffet (qui lui a envoyé de sa prison une lettre où il demande à être exécuté) ne l'incite pas à la clémence.
Le 27 novembre 1972 au soir, les quatre avocats reçoivent un coup de téléphone leur annonçant que l'exécution de leurs clients aura lieu le lendemain matin, vers 5 heures.
Le 28 novembre 1972, vers 4 h 30, à la maison d'arrêt de la Santé, Buffet et Bontems sont réveillés et conduits au greffe pour l'ultime « toilette ». Buffet se montre satisfait, mais ne fait aucun coup d'éclat et demande au sous-directeur de la prison de donner un message à Bontems : « Au revoir et à tout à l'heure » avant de refuser l'alcool, apparemment soucieux que cela se passe le plus rapidement possible. À 5 h 13, Bontems est guillotiné par le bourreau André Obrecht. Sept minutes plus tard, c'est au tour de Buffet.
L'exécution est décrite en détail dans le magazine L'Express, enfreignant la loi de l'époque qui l'interdisait : Françoise Giroud, Philippe Grumbach et Jacques Derogy seront condamnés à 5 000 francs d'amende pour cette publication. Robert Badinter note toutefois que cette disposition n’était plus appliquée, et voit dans l’incrimination de l’Express un « ordre de l’Élysée ».
Cette exécution est la dernière qui a lieu à Paris. Après Buffet et Bontems, seuls quatre condamnés sont guillotinés en France.

### Documentaire télévisé
- « Buffet et Bontems : les mutins de Clairvaux » dans 50 ans de faits divers sur 13e rue et sur Planète+ Justice, le 27 décembre 2013

### Émissions radiophoniques
- « Buffet et Bontemps, les derniers condamnés à mort parisiens » dans L'Heure du crime de Jacques Pradel sur RTL, le 8 avril 2015
- « L'affaire Buffet-Bontems » dans Hondelatte Raconte de Christophe Hondelatte sur Europe 1, le 2 décembre 2016